# Ерджелия
 Тази статия е за селото в Северна Македония.  За селото в Егейска Македония, Гърция вижте Ерджели.  
Ерджелия (на македонска литературна норма: Ерџелија) e село в централната част на Северна Македония, в Овчеполската котловина, част от община Свети Никола.

## География
Селото е разположено на 6 километра югоизточно от общинския център град Свети Никола.

## История
В началото на XX век Ерджелия е българо-турско село в Щипска каза на Османската империя. През 1900 година според статистиката на Васил Кънчов („Македония. Етнография и статистика“) село Ерджели брои 200 българи християни и 210 турци.
Всички християнски жители на селото са под върховенството на Българската екзархия. Според статистиката на секретаря на Българската екзархия Димитър Мишев („La Macédoine et sa Population Chrétienne“) в 1905 година християнското население на Ерджелия (Erdjelia) се състои от 160 българи екзархисти.
По време на Балканската война 8 души от Ерджелия се включват като доброволци в Македоно-одринското опълчение.
След Междусъюзническата война в 1913 година селото попада в Сърбия.
След 1920 година в Ерджелия са настанени 178 семейства на сръбски колонисти, но още през втората половина на 20-те години 56 от тях се изселват.
На етническата си карта от 1927 година Леонард Шулце Йена показва Ерджели (Erdželi) като българско християнско село.
В 1994 година селото има 1047, а в 2002 година – 1012 жители.
На 11 ноември 2006 година митрополит Иларион Брегалнишки осветява темелния камък на църквата „Св. св. Петър и Павел“.

## Личности
Родени в Ерджелия
- Александър Зафиров, български революционер от ВМОРО, четник на Иван Наумов Алябака[8]
- Дончо Щипянчето (1867 – 1931), български революционер, деец на ВМОРО, първият куриер на Гоце Делчев и Даме Груев.

Починали в Ерджелия
- Йован Бошковски (1920 – 1968), писател от Социалистическа република Македония